# Marco Mellino

Marco Mellino (Canale, 3 de Agosto de 1966) é um clérigo italiano e Curia Bispo da Igreja Católica Romana .

## Vida
Marco Mellino nasceu em 3 de agosto de 1966 em Canale, Itália. Entrou no seminário de Alba em 1978. Depois de lá obter o seu diploma, concluiu o bacharelato em teologia no Interdiocesan Theological Studium de Fossano. Foi ordenado sacerdote pela Diocese de Alba em 29 de junho de 1991 e exerceu funções pastorais até 1997. Estudou em Roma na Pontifícia Universidade Lateranense de 1997 a 2000, obtendo a licenciatura em direito canônico em 1999 e o doutorado em direito canônico em 2000. 
Retornou à diocese de origem para trabalhar como pároco da paróquia da Imaculada Conceição de Piana Biglini e juiz de acusação no Tribunal Eclesiástico Regional do Piemonte, com sede em Turim. Ele também ensinou direito canônico no Interdiocesan Theological Studium em Fossano. De 2009 a 2018, foi juiz externo do Tribunal de Recursos do Vicariato de Roma. De setembro de 2006 a junho de 2018, trabalhou na Seção de Assuntos Gerais da Secretaria de Estado e depois voltou a servir por alguns meses como Vigário Geral em Alba. 
O Papa Francisco o nomeou Secretário Adjunto do Conselho dos Cardeais e Bispo Titular de Cresima em 27 de outubro de 2018. Ele o nomeou membro do Pontifício Conselho para os Textos Legislativos.  Ele foi consagrado em 15 de dezembro de 2018 na Catedral de Alba. O cardeal Pietro Parolin foi o consagrador principal e o bispo Marcello Semeraro e o bispo Marco Brunetti foram co-consagradores.  Ao contrário do Secretário daquele Conselho, que tinha outras funções como Bispo de Albano, o Conselho era a única atribuição de Mellino, o que foi interpretado como um sinal do desejo do Papa de "estabilizar" o Conselho. 
Em 15 de outubro de 2020, o Papa Francisco nomeou-o Secretário do Conselho dos Cardeais. 